# Allajulus groedensis
Allajulus groedensis är en mångfotingart som först beskrevs av Carl Graf Attems 1899.  Allajulus groedensis ingår i släktet Allajulus och familjen kejsardubbelfotingar. Inga underarter finns listade i Catalogue of Life.